# Olšovany
Olšovany este o comună slovacă, aflată în districtul Košice-okolie din regiunea Košice. Localitatea se află la altitudinea de 224 m deasupra n.m., se întinde pe o suprafață de 9,98 km2 și în 2017 număra 635 de locuitori.

## Istoric
Localitatea Olšovany este atestată documentar din 1282.

## Demografie
| An:                | 1994 | 2004    | 2014    | 2024    |
| ------------------ | ---- | ------- | ------- | ------- |
| Număr de persoane: | 413  | 545     | 612     | 680     |
| Diferență:         |      | +31,96% | +12,29% | +11,11% |

| An:                | 2023 | 2024   |
| ------------------ | ---- | ------ |
| Număr de persoane: | 681  | 680    |
| Diferență:         |      | −0,14% |